# Delirium tremens
Delirium tremens je akutna epizoda deliriuma; DT je psihosindrom organske naravi i najčešća je psihoza u alkoholičara. Delirium tremens nastaje nekoliko dana nakon obično nagle apstinencije od alkohola, međutim može se javiti i nakon kirurških zahvata, infekcija, tjelesnih i psihičkih trauma. Za vrijeme DT-a mogu se javiti halucinacije, opća dezorijentiranost u vremenu i prostoru, strahovi i opća smetenost odnosno kvantitativni poremećaj svijesti, i nemir. Užasavajuće halucinacije su najčešće vidnog karaktera, malene (gmižuće) životinjice ili kukci koji plaze po koži i slično. Bolesnik pati i od opće slabosti uz tremor, javlja se obilno znojenje što može dovesti do dehidracije i poremećaja elektrolitne ravnoteže u organizmu. Govor i tok misli su inkoherentni. Nakon par dana delirija, bolesnik pada u duboki san iz kojeg se budi s neznatnim tegobama često amnestičan za većinu događaja.
U bolesnika se javlja i nesanica, mogu biti skloni agresivnosti, česti su i epileptički napadi

## Terapija
Liječenje deliriuma tremensa se provodi uz hospitalizaciju, uzimanje vitamina iz B skupine, najviše Vitamin B1, B6 i B12, a pacijentu se može davati i glukoza po potrebi. Osim toga vrlo često se daju benzodiazepini kao što je diazepam ili lorazepam; u vrlo rijetkim slučajevima se daju i slabi antipsihotici kao što je to haloperidol. Ako se DT ne liječi, po statistici, stopa smrtnosti iznosi 20%.